# フリージャズ (音楽グループ)
フリージャズは、日本のフォークデュオ。1994年に結成。2000年にデビューし、2003年7月13日に一度解散したが、2007年5月27日に再結成した。

## メンバー
岡村 美成（1978年4月10日 - ）
- 血液型: A型
- 担当: ボーカル、ギター

藤村 祐児（1978年10月27日 - ）
- 血液型: B型
- 担当: ボーカル、ギター、ハープ

## 来歴
- 1994年7月 フリージャズ結成
- 2000年9月28日 1st.single「感謝」 リリース
- 2001年2月21日 2nd.single「春」 リリース
- 2001年3月21日 1st.album「発見」 リリース
- 2001年8月29日 3rd.single「ゴキゲン2001」 リリース
- 2002年12月13日 4th.single「記念日」 リリース
- 2003年3月3日 「ワーズワールド」feat.CLIP CRHYMERZ リリース
- 2003年7月13日 解散
- 2007年5月27日 再結成

## ディスコグラフィ

### シングル
|     | リリース日     | タイトル     | 曲リスト                       |
| 1st | 2000年9月28日  | 感謝         | 1.感謝/2.夜になる前/3.桃の公園 |
| 2nd | 2001年2月21日  | 春           | 1.春/2.働く車                  |
| 3rd | 2001年8月29日  | ゴキゲン2001 | 1.ゴキゲン2001/2.流星群        |
| 4th | 2002年12月13日 | 記念日       | 1.記念日/2.放生会/3.なにもなし |

### アルバム
|     | リリース日    | タイトル | 曲リスト |
| 1st | 2001年3月21日 | 発見     | 1.発見/2.春/3.願い/4.ないやいやい/5.感謝/6.野ばなし〜雨の日大好き〜/7.働く車/8.夜になる前/9.底辺/10.桃の公園 |

### LIVE限定
- Words World feat.CLIP CRHYMERZ FREEJAZZ MIX.（2003年3月3日）